# Fred Williamson
Fred Williamson „The Hammer”; właściwie Frederick Robert Williamson (ur. 5 marca 1938 w Gary) – amerykański aktor, reżyser i producent filmowy. W latach 60. zawodnik futbolu amerykańskiego grający na pozycji tylnego obrońcy.

## Życiorys

### Wczesne lata
Urodził się w Gary w stanie Indiana jako jedyne dziecko Lydii i spawacza Williama Williamsona. W 1956 ukończył Froebel High School, gdzie grał w piłkę nożną. Naukę kontynuował na wydziale architektury na Northwestern University w Evanston, gdzie był gwiazdą szkolnej drużyny futbolu.
W 1960 grał dla Pittsburgh Steelers w lidze NFL. Później przeniósł się do ligi AFL, gdzie był kolejno zawodnikiem drużyn: Oakland Raiders (w latach 1961-64) i Kansas City Chiefs (w latach 1965-67). Zyskał sobie pseudonim „The Hammer” (Młot).
Zdobył też czarne pasy w kenpō, shōtōkan i taekwondo.

### Kariera
W 1968 pojawił się po raz pierwszy jako aktor w jednym z odcinków z serialu Star Trek, a w 1970 debiutował na dużym ekranie w słynnym filmie Roberta Altmana MASH.
W latach 70. stał się gwiazdą filmów sensacyjnych oraz filmów z tzw. gatunku blaxploitation. Wiele z nich sam wyprodukował, bez udziału wielkich wytwórni. Sam także wyreżyserował kilkanaście filmów. Nadal regularnie pojawia się na ekranie; od początku aktorskiej kariery wystąpił w blisko 100 filmowych produkcjach.
W październiku 1973 pojawił się w magazynie „Playgirl” w serii erotycznych zdjęć.

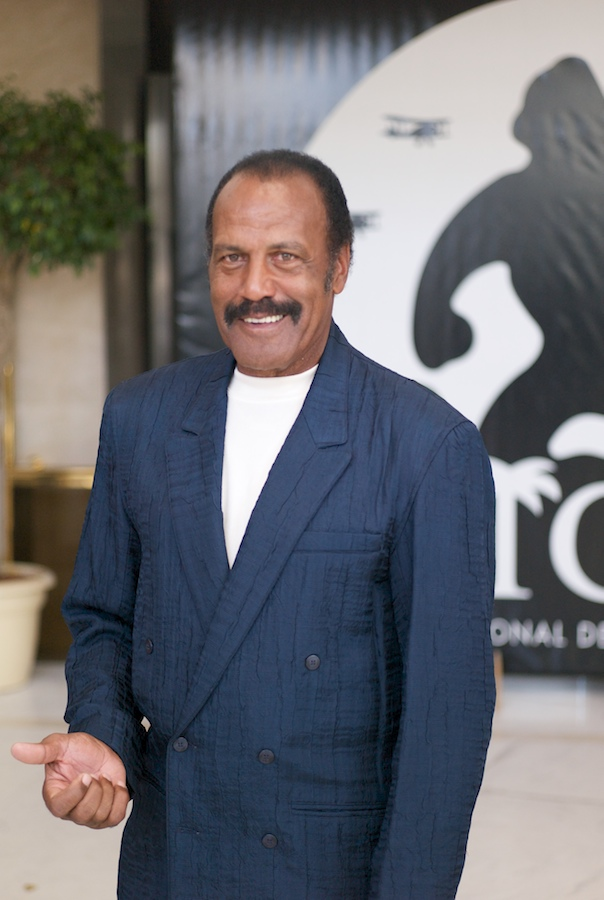
Williamson na Katalońskim Międzynarodowym Festiwalu Filmowym w Sitges w październiku 2008

Z dwóch związków małżeńskich ma trzech synów: Freda Jr. Franka i Jeffa. Ożenił się z producentką filmową Lindą Williamson.

## Wybrana filmografia
- Star Trek (1966-69; serial TV) jako Anka (gościnnie)
- MASH (1970) jako kpt. Oliver Harmon „Speerchucker” Jones
- Powiedz, że mnie kochasz, Junie Moon (1970) jako mężczyzna na plaży
- Hammer (1972) jako B.J. Hammer
- Czarny Cezar (1973) jako Tommy Gibbs
- Trzech bezlitosnych (1974) jako Jagger Daniels
- Boss Nigger (1975) jako Boss Nigger
- Porachunki w Bucktown (1975) jako Duke
- Osiemdziesiąt sześć tysięcy dolarów (1975) jako Tyree
- Adiós amigo (1976) jako Big Ben (także reżyseria)
- Bohaterowie z piekła (1978) jako szeregowy Fred Canfield
- Wojownik zaginionego świata (1983) jako poplecznik
- Wojownicy roku 2072 (1984) jako Abdul
- Czarna kobra (1987) jako detektyw Robert „Bob” Malone
- Czarna kobra 2 (1988) jako detektyw Robert „Bob” Malone
- Czarna kobra 3 (1990) jako detektyw Robert „Bob” Malone
- Czarna kobra 4 (1990) jako detektyw Robert „Bob” Malone
- Śmierć przychodzi nocą (1992) jako Mack Derringer (także reżyseria)
- Mściwy łowca (1995) jako szeryf Mantee (także reżyseria)
- Od zmierzchu do świtu (1996) jako Frost
- Ostra jazda (1998) jako wyśniony tata Caspera
- Ochroniarz (1998) jako Tim Hastings
- Dzieci kukurydzy V: Pola grozy (1998) jako szeryf Skaggs
- Tajna broń (1999) jako kpt. Reynolds
- Twarde prawo (2000) jako Dakota Smith (także reżyseria)
- Zatopieni (2000) jako kpt. Masters
- Carmen: A Hip Hopera (2001) jako Lou
- Starsky i Hutch (2004) jako kpt. Doby
- Cel (2006) jako Jack Paxton
- Wampirowo (2007) jako kpt. Michaels